# ミュージカル・ファイブ
ミュージカル・ファイブは、日本のミュージカル作品。2002年から全国130ヶ所以上で公演を続けている。

## エピソード
- 出演者は男5人で、作品名の由来となっている。
- 『ミュージカル5』、『ミュージカルFIVE』、『ミュージカルfive』、『ミュージカル・ファイブ』と、様々な表記が存在する。
- 初演時よりメンバーチェンジを繰り返しており、作品に関わった俳優は現在までに計24人。メンバーの組み合わせは18通り存在する。

## あらすじ
物語は天国から始まる。それぞれ生前の自分の人生に納得がいかずにいる4人の男たちが、神様の特別な計らいで１週間だけ地上に降りることを許される。
彼らを案内するのはおっちょこちょいな天使。
地上で男たちの魂が乗り移った先は、人気絶頂のコーラスグループの身体だった。

## 登場人物
- 天使：天使そのもの。年齢不詳。
- 匠：江戸っ子気質。高い梁から転落死。享年78。
- 御手洗：典型的な企業戦士。過労死。享年49。
- 笹野：大学時代に将来に悩んで自殺。享年22。
- 若杉：彼女を残して死んだ者。交通事故死。享年17。

## キャスト
- 初演メンバー（2002年8月〜2003年11月）

| 天使   | 酒井康行     |
| 匠     | 土屋研二     |
| 御手洗 | 児玉俊介     |
| 笹野   | 齊藤裕加     |
| 若杉   | かなやす慶行 |

- 第二期メンバー（2004年10月〜2005年2月）

| 天使   | 酒井康行 |
| 匠     | 土屋研二 |
| 御手洗 | 児玉俊介 |
| 笹野   | 鷲尾昇   |
| 若杉   | 山中新   |

- 特別編成メンバー（2005年7月新潟公演のみ）

| 天使   | 酒井康行 |
| 匠     | 土屋研二 |
| 御手洗 | 児玉俊介 |
| 笹野   | 齊藤裕加 |
| 若杉   | 山中新   |

- 第三期メンバー（2005年11月〜2006年11月）

| 天使   | 酒井康行   |
| 匠     | 土屋研二   |
| 御手洗 | 児玉俊介   |
| 笹野   | 野々垣恵介 |
| 若杉   | 山中新     |

- 限定メンバー（2006年4月東京公演Ｂキャスト）

| 天使   | 伊藤アルフ |
| 匠     | 一見直樹   |
| 御手洗 | 島尾ケンジ |
| 笹野   | 片平光     |
| 若杉   | 谷口明大   |

- 特別編成メンバー（2006年7月品川公演のみ）

| 天使   | 酒井康行   |
| 匠     | 一見直樹   |
| 御手洗 | 児玉俊介   |
| 笹野   | 野々垣恵介 |
| 若杉   | 山中新     |

- 特別編成メンバー（2006年12月〜1月）

| 天使   | 酒井康行   |
| 匠     | 土屋研二   |
| 御手洗 | 一見直樹   |
| 笹野   | 野々垣恵介 |
| 若杉   | 山中新     |

- 長野公演メンバー（2007年5月〜6月）

| 天使   | 酒井康行 |
| 匠     | 福田真也 |
| 御手洗 | 一見直樹 |
| 笹野   | 藤本悠   |
| 若杉   | 谷口明大 |

- 特別編成メンバー（2007年6月千葉公演のみ）

| 天使   | 酒井康行   |
| 匠     | 福田真也   |
| 御手洗 | 一見直樹   |
| 笹野   | 野々垣恵介 |
| 若杉   | 山中新     |

- 第四期メンバー（2007年11月〜2008年2月）

| 天使   | 酒井康行 |
| 匠     | 福田真也 |
| 御手洗 | 一見直樹 |
| 笹野   | 齊藤裕加 |
| 若杉   | 石川雅宗 |

- 特別編成メンバー（2008年2月〜3月）

| 天使   | 酒井康行   |
| 匠     | 福田真也   |
| 御手洗 | 一見直樹   |
| 笹野   | 野々垣恵介 |
| 若杉   | 石川雅宗   |

- 特別編成メンバー（2008年8月）

| 天使   | 酒井康行   |
| 匠     | 及川心太   |
| 御手洗 | 一見直樹   |
| 笹野   | 野々垣恵介 |
| 若杉   | 石川雅宗   |

- 第五期メンバー（2008年9月〜12月）

| 天使   | 酒井康行 |
| 匠     | 及川心太 |
| 御手洗 | 一見直樹 |
| 笹野   | 清水和博 |
| 若杉   | 石川雅宗 |

- 第六期メンバー（2009年10月〜12月）

| 天使   | 酒井康行 |
| 匠     | 及川心太 |
| 御手洗 | 一見直樹 |
| 笹野   | 齊藤裕加 |
| 若杉   | 谷口明大 |

- 第七期メンバー（2010年5月〜）

| 天使   | 酒井康行   |
| 匠     | 柴田直伸   |
| 御手洗 | 沖長利典   |
| 笹野   | 藤本栄孝   |
| 若杉   | 一ノ瀬亮太 |

- 特別編成メンバー（2011年5月奈良公演のみ）

| 天使   | 酒井康行   |
| 匠     | 一見直樹   |
| 御手洗 | 沖長利典   |
| 笹野   | 藤本栄孝   |
| 若杉   | 一ノ瀬亮太 |

- 第八期メンバー（2012年5月〜）

| 天使   | 酒井康行   |
| 匠     | 熊手竜久馬 |
| 御手洗 | 沖長利典   |
| 笹野   | 藤本栄孝   |
| 若杉   | 一ノ瀬亮太 |

- 第九期メンバー（2012年12月〜）

| 天使   | 酒井康行   |
| 匠     | 熊手竜久馬 |
| 御手洗 | 一見直樹   |
| 笹野   | 阿部光一朗 |
| 若杉   | 一ノ瀬亮太 |

## スタッフ
- 脚本・演出：知念正文
- 音楽：雨宮賢明
- 振付：小川こういち
- 音響：かとう知恵理
- 照明：坂本義美
- 美術：北川原梓
- ボーカル指導：ヒトヨシノビタ
- 衣裳：石丸有里子
- プロデューサー：かなやす秀美
- 企画・製作：オフィス・アートプラン